# (481817) 2008 UL90
(481817) 2008 UL90 – planetoida z grupy Atiry okrążająca Słońce w ciągu niecałych 212 dni w średniej odległości 0,69 j.a. (481817) 2008 UL90 jest obiektem z grupy potencjalnie niebezpiecznych asteroid (PHA). Została odkryta 26 października 2008 roku w programie Mt. Lemmon Survey na Mount Lemmon. Nazwa planetoidy jest oznaczeniem tymczasowym.
Jest to planetoida należąca do grupy Atiry, podtypu grupy Atena. Jej orbita charakteryzuje się tym, że planetoida przez cały okres obiegu krąży bliżej Słońca niż Ziemia. W swoim ruchu orbitalnym (481817) 2008 UL90 przecina orbitę Wenus i Merkurego.